# 伊尔平战役
伊尔平战役是2022年俄羅斯入侵烏克蘭中2022年基辅攻势的一場戰役。战斗从2022年2月27日持续到2022年3月28日，以乌克兰军队收复伊尔平而告终。